# Ercheia certa
Ercheia certa là một loài bướm đêm trong họ Noctuidae.